# (572) Rebekka
(572) Rebekka es un asteroide perteneciente al cinturón de asteroides descubierto el 19 de septiembre de 1905 por Paul Götz desde el observatorio de Heidelberg-Königstuhl, Alemania.
Está nombrado en honor de la hija de un ciudadano de Heidelberg.